# 尾道市立木頃小学校
尾道市立木頃小学校（おのみちしりつ きごろしょうがっこう）は、かつて広島県尾道市美ノ郷町本郷にあった公立小学校。
2017年4月1日に、尾道市立原田小学校・尾道市立木ノ庄西小学校・尾道市立木ノ庄東小学校との4校が統合され、尾道市立美木原小学校が新設されたことにより、閉校した。
なお尾道市立美木原小学校は、旧・尾道市立木頃小学校の場所に設置されている。

## 沿革
- 1874年3月 - 開校。敬儀館を円光寺に設置。
- 1875年4月 - 本郷小学校に改称。
- 1924年4月 - 広島県御調郡木頃高等尋常小学校に改称。
- 1947年4月 - 広島県御調郡美ノ郷村立木頃小学校に改称。
- 1954年3月 - 尾道市へ合併。
- 2017年3月 - 閉校。4月、同一場所に尾道市立美木原小学校が新設。

## 通学区域
- 尾道市
  - 美ノ郷町(中野、本郷(以下を除く：池田山))

卒業生は基本的に尾道市立美木中学校へ進学する。

## アクセス
- おのみちバス 木頃校 にて下車